# Erland Ullman
Fritz Erland Jacob Ullman, född 20 januari 1917 i Norrköping, död 21 april 2001 i Hässelby, var en svensk målare och tecknare. 
Han var son till läroverksadjunkten Magnus Theodor Ullman och Ebba Carolina Augusta Kuylenstierna och gift 1945–1964 med Maria Ulrika Lindblad samt brorson till Sigfrid Ullman. Han studerade ett år vid Tekniska skolans aftonundervisning och vid Académie Colarossi i Paris 1949 samt vid Grünewalds målarskola i Stockholm i början av 1950-talet. Han gjorde en längre studieresa till Spanien 1954–1955. Ullman arbetade ursprungligen som reklamtecknare för olika företag och debuterade som konstnär med en separatutställning på Konstnärshuset 1959. Han har medverkat i Sveriges allmänna konstförenings vårsalonger på Liljevalchs konsthall och Liljevalchs Stockholmssalonger. Hans konst består av landskapsskildringar från Spanien och olika platser i Sverige utförda i olja. 